# Cieszynianka wiosenna
Cieszynianka wiosenna (Sanicula epipactis (Scop.) E. H. L. Krause) – gatunek rośliny z rodziny selerowatych (Apiaceae). Tradycyjnie zaliczany był do monotypowego rodzaju cieszynianka Hacquetia, ale okazał się zagnieżdżony w obrębie rodzaju żankiel Sanicula i od początków XXI wieku jest już zaliczany do niego.

## Rozmieszczenie geograficzne
Występuje w dwu izolowanych od siebie regionach. Główny ośrodek jej występowania obejmuje północno-wschodnie Włochy, Słowenię, Chorwację i południowo-wschodnie Alpy austriackie, drugi, mniejszy występuje w Karpatach Zachodnich. Związane są z nim rozproszone i izolowane stanowiska na przyległym niżu.
W Polsce najliczniej występuje w zachodniej części Pogórza Śląskiego, rzadziej w pozostałej jego części i w Beskidzie Śląskim. Poza tym gatunek ten podawano z rozproszonych stanowisk na przyległych wyżynach (Śląskiej i Lubelskiej), płaskowyżach (Rybnicki i Głubczycki) oraz w dolinie górnej Odry; część z tych stanowisk już nie istnieje.

## Morfologia

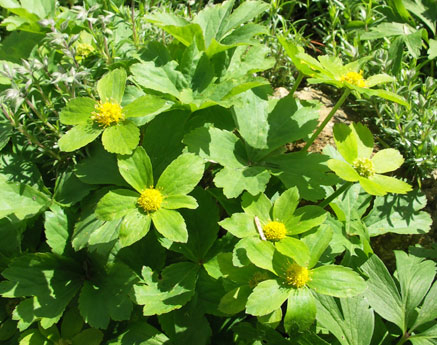
Pokrój

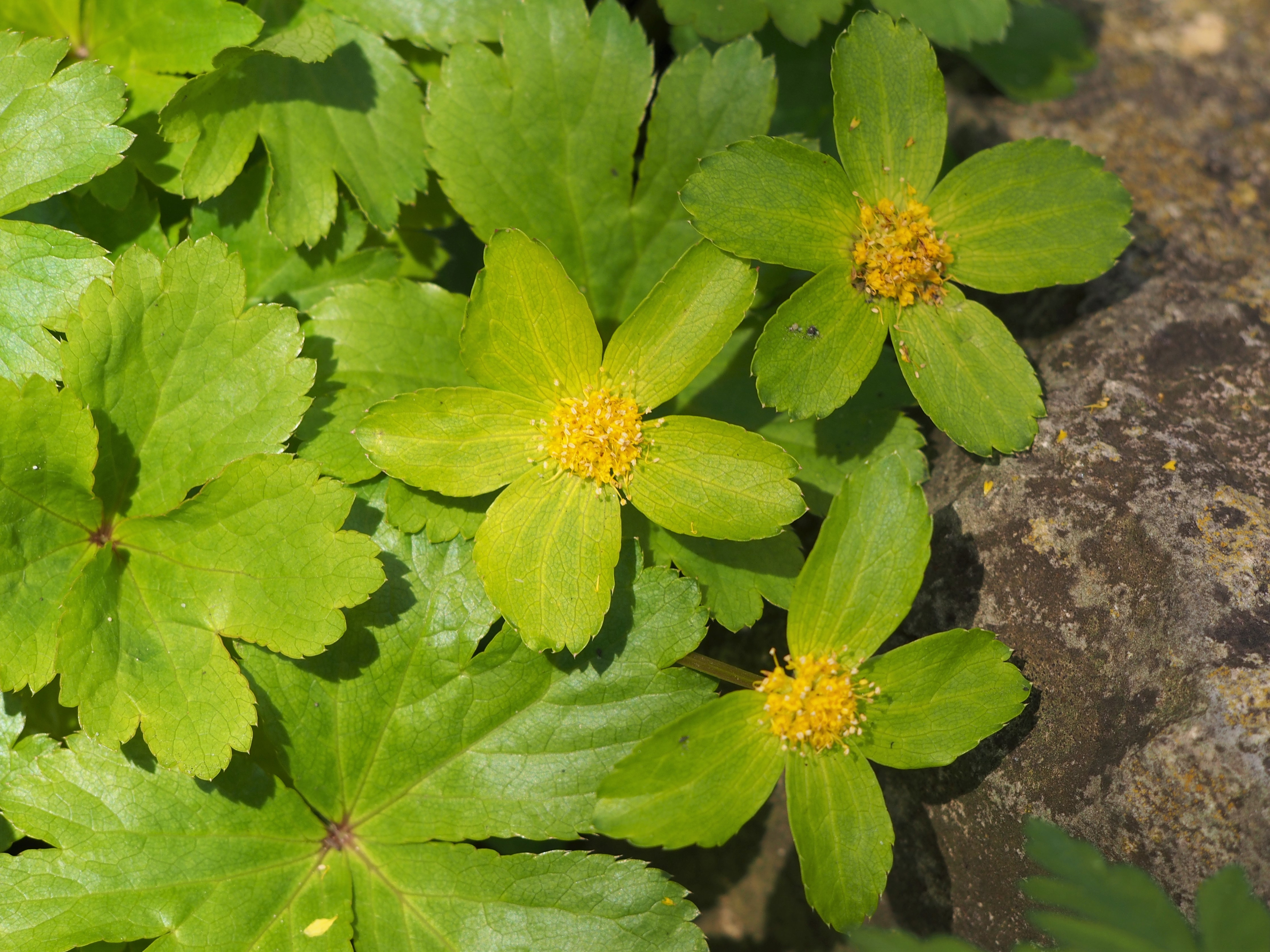
Kwiatostany

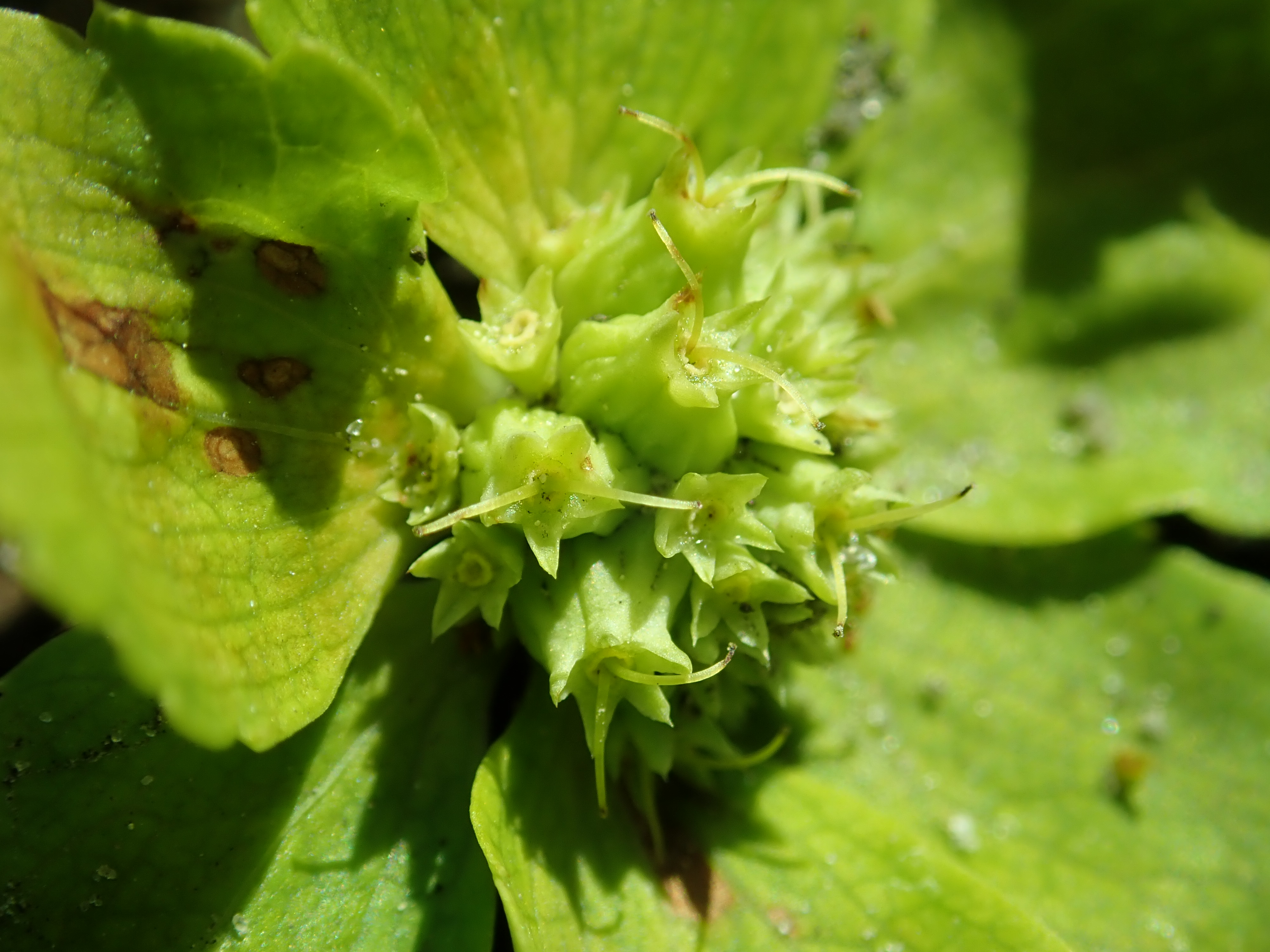
Owoce

PokrójŻywozielona roślina zielna do 25 cm wysokości. Tworzy przyziemną rozetkę liści wyrastających z przyziemnego, pełzającego kłącza, które okryte jest czarniawymi, włóknistymi nasadami dawnych liści; u starszych okazów często jest rozgałęzione. Wyrastają z niego zwykle 1–2 bezlistne łodygi u nasady z resztkami pochew liściowych.
LiścieWszystkie odziomkowe, z blaszkami na długich ogonkach, które są na przekroju trójkątne. Blaszka w zarysie jest sercowato okrągława, do 5 cm długa i 6 cm szeroka. Jest dłoniasto złożona z 3–5 odcinków, z których boczne mają dwie łatki na końcu, a środkowy jest trójłatkowy. Brzeg blaszki jest piłkowany lub piłkowano ząbkowany z ząbkami zakończonymi szczecinką.
KwiatyZebrane w pojedynczy baldaszek o skróconych promieniach, w efekcie tworzącym główkę, podpartą pięcioma efektownymi podsadkami (bracteae) sprawiającymi wrażenie okwiatu. Podsadki te są żółtawe do zielonych, odwrotnie jajowate, znacznie dłuższe od kwiatostanu, na wierzchołku nierówno karbowane lub piłkowane z ząbkami zakończonymi szczecinką. Baldaszek składa się z 20–25 drobnych kwiatów. Są wśród nich dwa typy kwiatów. W środku znajdują się liczbowo przeważające, siedzące kwiaty obupłciowe, na obwodzie krótkoszypułkowe kwiaty męskie. Działki kielicha są wyraźnie widoczne i zaostrzone – w kwiatach męskich osiągają 0,5 mm długości, w kwiatach obupłciowych do 1 mm. Płatki korony odwrotnie sercowate, żółte, o długości do 1,5 mm, na szczycie wgięte z łatką. Miodnik w kształcie pierścienia. Pręcików 5. Zalążnia dolna, dwukomorowa, w każdej z komór z pojedynczym zalążkiem. Szyjki słupka dwie.
OwoceRozłupnie do 3 mm długości, rozpadające się na wyraźnie żebrowane w górnej części rozłupki. Zwieńczone są dwiema odgiętymi szyjkami słupka.

## Biologia i ekologia
RozwójBylina żyjąca przez ok. kilkanaście lat, hemikryptofit. Kwitnie od marca do maja, owocuje w maju i czerwcu.
SiedliskoRośnie w lasach liściastych z rzędu Fagetalia, zwłaszcza w grądach i łęgach, preferuje żyzne i wilgotne gleby wapienne. Jest gatunkiem tolerancyjnym wobec pH podłoża, natomiast rośnie najlepiej przy umiarkowanym ocienieniu. W obrębie zasięgu rośnie głównie w lasach górskich. W Polsce występuje tylko w niższych partiach, nie wykraczając (z wyjątkiem kilku stanowisk) poza piętro pogórza. Najwyżej położone jej stanowisko (605 m n.p.m.) znajduje się w Koniakowie.
GenetykaLiczba chromosomów 2n = 16.

## Systematyka, taksonomia i nazewnictwo
Gatunek należy do rodzaju żankiel Sanicula, w obrębie którego jest blisko spokrewniony z żankielem zwyczajnym S. europaea (cieszynianka jest bliżej z nim spokrewniona niż większość innych gatunków z rodzaju żankiel). Rodzaj Sanicula jest w analizach filogenetycznych dobrze potwierdzony jako takson monofiletyczny tylko w sytuacji, gdy cieszynianka jest do niego włączona. Cieszynianka była wyodrębniana jako osobny, monotypowy rodzaj Hacquetia na podstawie takich cech morfologicznych jak brak kolców na owocach i obecność bardzo okazałych podsadek. Żadna z tych cech nie jest jednak nietypowa dla rodzaju Sanicula – kolce na owocach zanikają w trzech liniach rozwojowych w obrębie tego rodzaju, a silnie rozwinięte podsadki występują także u Sanicula orthacantha i S. hacquetoides. Analizy molekularne wyraźnie potwierdzają zagnieżdżenie tego gatunku w rodzaju Sanicula.
Nazwa łacińska tradycyjnie stosowana do końca XX wieku pochodzi od nazwiska podróżnika i przyrodnika Baltazara Hacqueta, który w latach 1788-1795 odbywał podróże badawcze po Karpatach i pierwszy gatunek opisał. Roślinę nazwał jego imieniem niemiecki botanik Noël Martin Joseph de Necker. Pierwsza nazwa polska (hacquetia lub hakwetia) była zwykłym spolszczeniem nazwy łacińskiej.
Później spopularyzowana nazwa polska „cieszynianka” łączy się ze znaną na Śląsku Cieszyńskim legendą, jakoby nasiona tej rośliny przyniósł tu w czasie wojny trzydziestoletniej szwedzki żołnierz imieniem Ethelrad: ciężko ranny podczas oblężenia Cieszyna w 1645 r., przed śmiercią prosił, by ziemię z woreczka, który mu zawiesiła u szyi matka, wysypać na jego grobie. Pierwsze rośliny nowego gatunku miały zakwitnąć właśnie na jego mogile. Legendę tę przedstawił w jednym ze swych wierszy, pisanym po czesku, pracujący na przełomie XIX i XX w. w Cieszynie sędzia i poeta Jan Evangelista Nečas. Wiersz przetłumaczył na język niemiecki cieszyński prawnik, pisarz i działacz społeczny, Eduard August Schroeder i opublikował go w numerze 3. rocznika „Mitteilungen des Beskidenvereines” (1906).
Obecną polską nazwę – cieszynianka wiosenna – zaproponował dla tego gatunku dopiero w 1924 r. profesor cieszyńskiej Wyższej Szkoły Gospodarstwa Wiejskiego Kazimierz Simm – dla zaznaczenia, że w okolicach Cieszyna ten gatunek rośliny występuje w Polsce najliczniej.

## Zagrożenia i ochrona
W Polsce podlega ścisłej ochronie prawnej. W celu ochrony populacji tego gatunku stworzono w Cieszynie rezerwaty przyrody „Lasek Miejski nad Puńcówką” i „Lasek Miejski nad Olzą”. Poza tym w Cieszynie cieszyniankę spotkać można w rezerwacie „Kopce”. Chroni się ją także w Skoczowie – w rezerwacie „Skarpa wiślicka” i w Zamarskach na terenie lasu „Lutnia”. Najbardziej na wschód wysunięte, wyspowe stanowiska cieszynianki wiosennej, są chronione w rezerwacie „Cieszynianka” w Mogilanach koło Krakowa i w sąsiadującym Radziszowie w rezerwacie „Kozie Kąty”. Jej obecność stwierdzona została również w województwie lubelskim, w okolicy Świdnika i Krasnegostawu, w rezerwacie przyrody „Wodny Dół”.
Roślina umieszczona na Czerwonej liście roślin i grzybów Polski (2006) w grupie gatunków narażonych na wyginięcie na izolowanych stanowiskach, poza głównym obszarem występowania (kategoria zagrożenia [V]). W wydaniu z 2016 roku uznana została za gatunek bliski zagrożenia (NT).

## Zastosowanie
Bywa uprawiana jako roślina ozdobna, przeważnie w ogrodach skalnych i o charakterze leśnym. Powinna mieć przepuszczalne, żwirowate podłoże na częściowo zacienionym stanowisku. Nie można dopuścić do zasuszenia gleby; podłoże musi być stale wilgotne, w czasie całego okresu wegetacji należy podlewać, jeśli nie ma deszczu. Rozmnaża się przez wysiew nasion zaraz po ich dojrzeniu lub przez podział roślin, którego należy dokonać pod koniec zimy, przed pojawieniem się pąków kwiatowych.

## Znaczenie w kulturze i symbolice

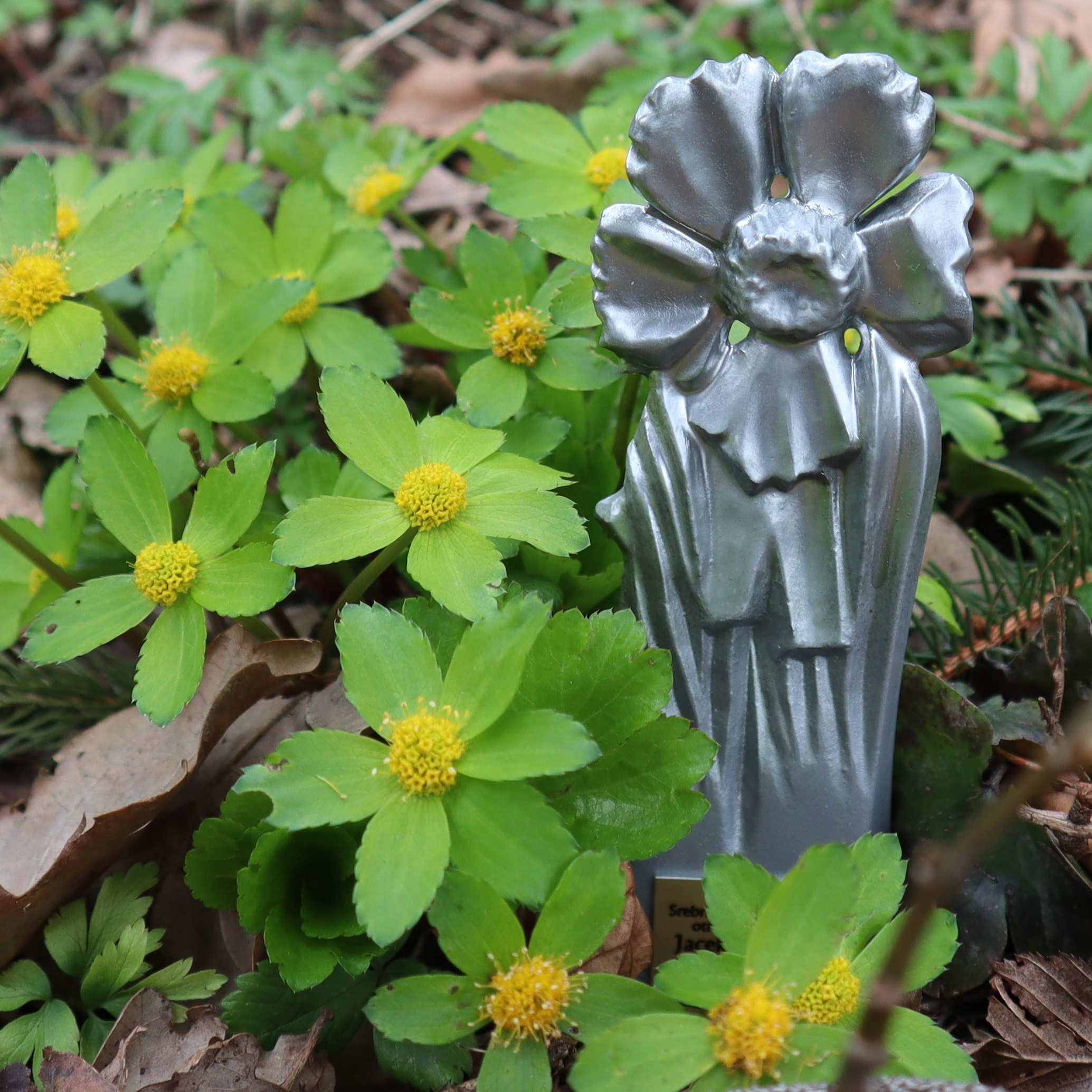
Statuetka Srebrnej Cieszynianki w otoczeniu cieszynianki wiosennej

Od 1997 r. Związek Komunalny Ziemi Cieszyńskiej osoby szczególnie zasłużone dla tutejszych gmin i lokalnej społeczności honoruje Laurami Ziemi Cieszyńskiej: „Srebrną Cieszynianką” oraz „Złotą Cieszynianką” (od 2001 r. – „Honorową Złotą Cieszynianką”). Laury te mają charakter statuetek przedstawiających kwiatostan cieszynianki, wykonanych według projektu cieszyńskiego plastyka Henryka Jasińskiego, który zaprojektował przestrzenny model statuetki oraz jej graficzny wizerunek.